# Okidoki (paard)
Okidoki (Oudehaske, 1996 - Bern, 21 juli 2010) was een top-springpaard waarmee Albert Zoer in 2006 een gouden medaille behaalde op de Wereldruiterspelen in Aken. Het was een bruine ruin, die op diverse nationale en internationale concoursen meerdere Grote Prijzen heeft behaald; goud op de Olympische Spelen liep hij echter mis.
De fokker van Okidoki is O. Boonstra uit Oudehaske. De grootmoeder van Okidoki is Fanny (Record x Ulex). De moeder van Okidoki is Kentucky (Topas x Record). De vader van Okidoki is AES-hengst Jodokus (G. Ramiro Z x Abgar).
In november 2006 haalde de familie Zoer de landelijke pers toen bekend werd dat vader Arend Zoer, eigenaar van Okidoki, een bod van mogelijk 4 miljoen euro dat op het paard was geboden vanuit de Verenigde Staten en Rusland had afgeslagen.
Okidoki was een van de vier paarden van de Nederlandse herenequipe, bestaande uit Jeroen Dubbeldam met Up and Down, Gerco Schröder met Eurocommerce Berlin, Piet Raijmakers met Curtis en Albert Zoer met Okidoki. Gezamenlijk werden zij in 2006 in Aken wereldkampioen bij het springen.
In januari 2010 werd Okidoki verkocht aan de Argentijn José Larocca.. Op 11 juni 2010 tijdens een wedstrijd in Cannes raakte Okidoki ernstig geblesseerd aan het rechtervoorbeen.
Okidoki overleed op 21 juli 2010 aan een septische shock.